# Titulcia meterythra
Titulcia meterythra är en fjärilsart som beskrevs av George Francis Hampson 1905. Titulcia meterythra ingår i släktet Titulcia och familjen trågspinnare. Inga underarter finns listade i Catalogue of Life.